# Piława
Piława (deutsch Peilau) ist ein Siedlungsgebiet in der Woiwodschaft Niederschlesien in Polen. Es gehört zum Powiat Dzierżoniowski (Reichenbach) und besteht aus mehreren Ortsteilen und Gemarkungen, die historisch verschiedenen Grundherren bzw. später zu verschiedenen politischen Gemeinden bzw. Städten gehörten. Zusammenfassend werden sie auch als „Peilaudörfer“ bezeichnet. 
Die zunächst zum piastischen Herzogtum Schlesien gehörenden Peilaudörfer gelangten 1290/91 an das neu gegründete Herzogtum Schweidnitz, das 1368 ein böhmisches Erbfürstentum wurde. Mit diesem zusammen fielen sie nach dem Ersten Schlesischen Krieg 1742 an Preußen und nach dem Zweiten Weltkrieg 1945 an Polen. Seither befinden sich auf dem Gebiet die politischen Gemeinden Piława Górna (Ober Peilau) und Piława Dolna (Nieder Peilau).

## Geographie und Geschichte

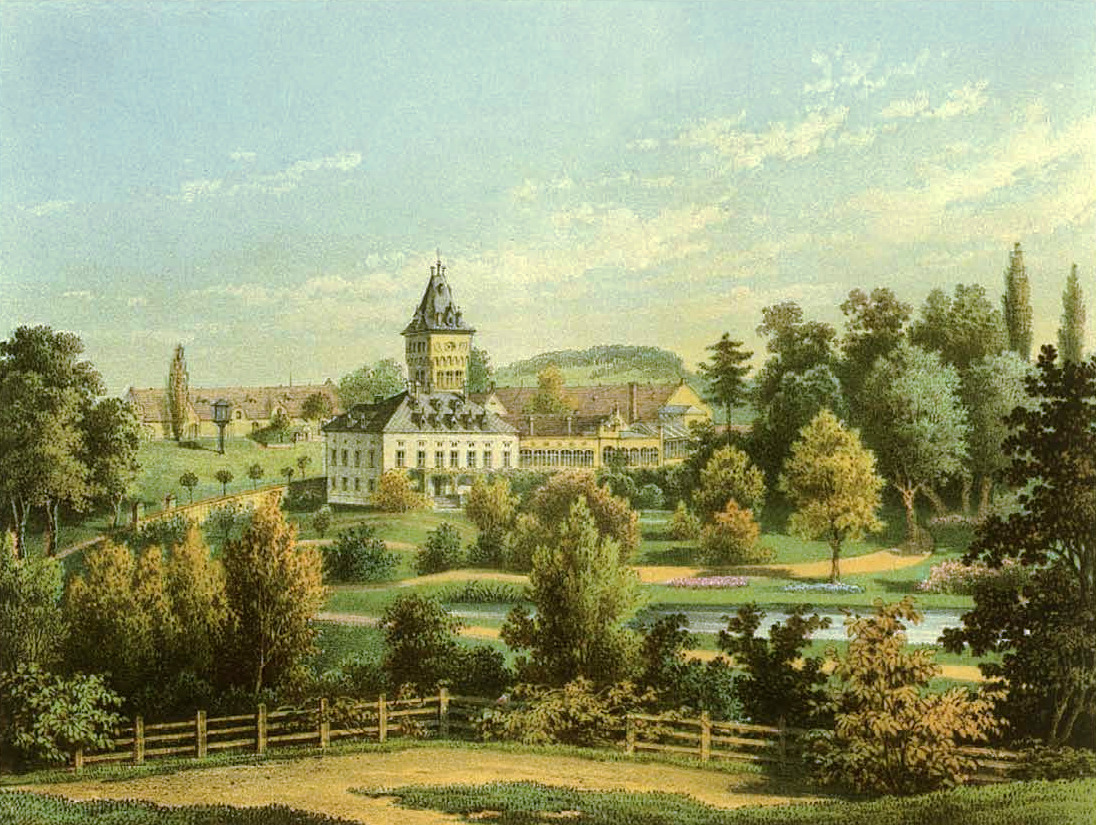
Schloss Peilau-Gladishof um 1860, Sammlung Alexander Duncker

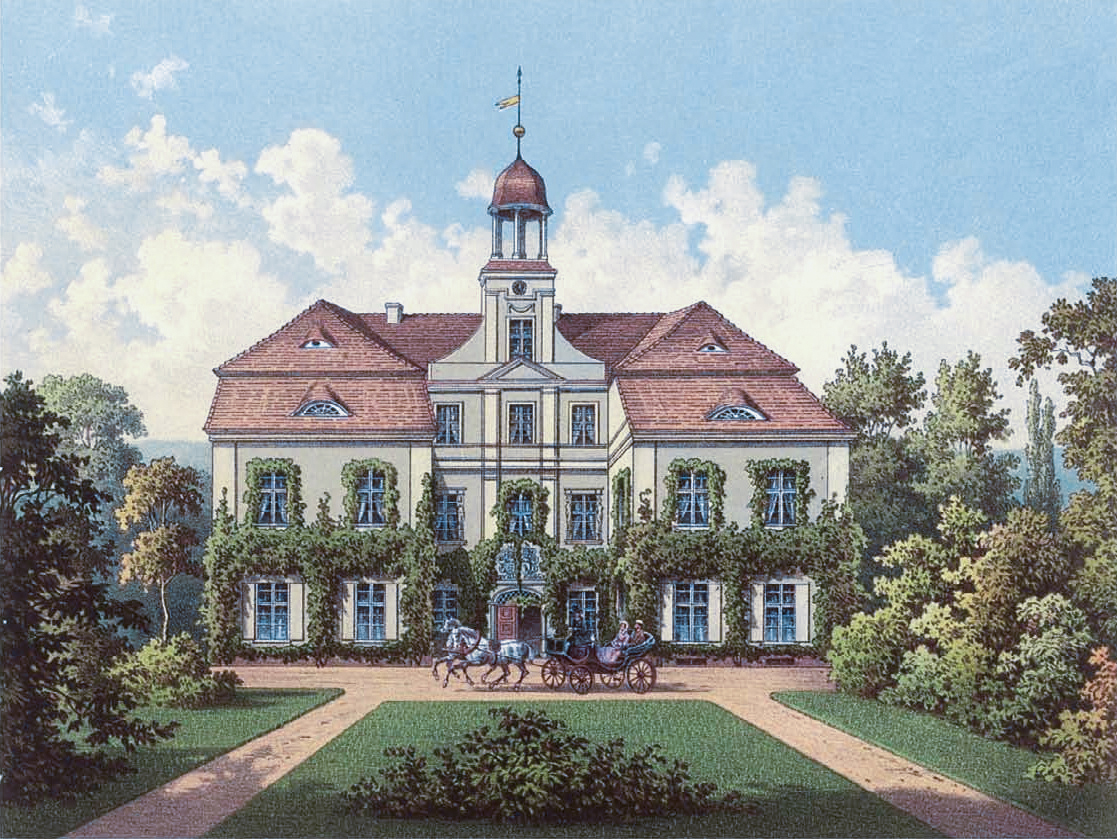
Schloss Nieder-Peilau Schloessel um 1860, Sammlung Alexander Duncker

Das Siedlungsgebiet Piława / Peilau liegt im östlichen Vorland des Eulengebirges, im Tal der Piława/Peilau. Es gehört zu einem Siedlungsband, das etwa 4,5 Kilometer breit und 20 Kilometer lang war und ursprünglich im Gebiet der Preseka lag. Den Mittelpunkt dieses Siedlungsbandes bildete Reichenbach. Nordwestlich davon wurden die Waldhufendörfer Ernsdorf, Neudorf und Faulbrück angelegt, den südöstlichen Teil bildete Peilau. 
Erstmals erwähnt wurde „Pilaua“ im Jahre 1230, als Herzog Heinrich I. von Schlesien dem Kloster Kamenz die Ansiedlung von Deutschen zu dem gleichen Recht genehmigte „wie Wir es unseren um Pilaua angesetzten Deutschen gestattet haben“. Das als Waldhufendorf angelegte Peilau muss demnach vor 1230 gegründet worden sein. Da für das Jahr 1219 ein „Pilaua superius“ belegt ist, entstand es wahrscheinlich schon vor diesem Jahr. 1239 ist ein Schultheiß von Peilau nachweisbar. 
Für das Jahr 1335 sind belegt:
- Pilavia inferior (Nieder Peilau) und
- Pilavia superior (Ober Peilau).

Nach dem Tod des Herzogs Bolko II. 1368 fiel Peilau zusammen mit dem Herzogtum Schweidnitz-Jauer 1368 erbrechtlich an den böhmischen König Wenzel, der ein Sohn der Königin Anna von Schweidnitz war. Allerdings stand Bolkos II. Witwe, der Herzogin Agnes von Habsburg ein lebenslanger Nießbrauch zu. 
Vermutlich ab dem 16. Jahrhundert zerfiel Peilau in mehrere Anteile:
- Ober Peilau
- Ober Mittel Peilau
- Nieder Mittel Peilau und
- Nieder Peilau sowie
- Nieder Peilau-Schlössel

Nach dem Ersten Schlesischen Krieg 1742 fielen die Peilaudörfer zusammen mit dem böhmischen Erbfürstentum Schweidnitz an Preußen. Dadurch konnte sich der evangelische Glaube frei entfalten. Auf der Gemarkung Ober Peilau gründete der Grundherr Ernst Julius von Seidlitz 1743 eine Kolonie der Herrnhuter Brüdergemeine, die die Ortsbezeichnung Gnadenfrei erhielt.
Durch die Neugliederung Preußens gelangten die Peilaudörfer 1816 an den Landkreis Reichenbach. Am 1. Januar 1908 bestanden sie aus folgenden Gemeinden bzw. Gemarkungen:
- Gnadenfrei
- Mittel Peilau
- Nieder Mittel Peilau
- Nieder Mittel Peilau, Gutsbezirk
- Nieder Peilau Schlössel
- Ober Mittel Peilau
- Ober Mittel Peilau, Gladishof, Gutsbezirk
- Ober Mittel Peilau, Lehngut, Gutsbezirk
- Ober Mittel Peilau, Schmolzhof, Gutsbezirk
- Ober Peilau I
- Ober Peilau II
- Ober Peilau Reichardts, Gutsbezirk
- Peilau, Oberhof, Gutsbezirk
- Peilau, Rother Hof, Gutsbezirk
- Peilau, Schlösselhof, Gutsbezirk
- Peilau, Seidlitzhof, Gutsbezirk

1928 wurden Ober Peilau mit Gnadenfrei und Ober Mittel Peilau zur politischen „Gemeinde Gnadenfrei“ zusammengeschlossen.
1938 erfolgte der Zusammenschluss der Landgemeinden Mittel Peilau, Nieder Mittel Peilau und Nieder Peilau Schlössel zur „Gemeinde Peilau“. 
Somit bestanden in den Jahren 1938 bis 1945 auf dem Gebiet der Peilaudörfer nur noch die 
- Gemeinde Gnadenfrei und die
- Gemeinde Peilau[4].

Sie fielen 1945 mit dem größten Teil Schlesiens als Folge des Zweiten Weltkriegs an Polen. Im selben Jahr wurde die politische Gemeinde Gnadenfrei (Ober Peilau) in Piława Górna, die politische Gemeinde Peilau (Nieder Peilau und Nieder Peilau-Schlössel) in Piława Dolna umbenannt.